# حمد بن خلیفه آل ثانی
حمد بن خلیفه آل ثانی (به عربی: حمد بن خلیفة آل ثانی) (زاده ۱ ژانویه ۱۹۵۲ در دوحه) امیر کشور قطر از ۲۷ ژوئن ۱۹۹۵ تا سال ۲۰۱۳ بود. وی در ۲۵ ژوئن این سال قدرت را به‌طور داوطلبانه به پسرش تمیم بن حمد آل ثانی واگذار کرد. پس از کناره گیری از قدرت، به طور رسمی از شیخ حمد با عنوان «امیر پدر» یاد می‌شود.

## زندگی
پدرش، خلیفه بن حمد آل ثانی، امیرِ پیشینِ قطر است. وی تحصیلاتِ مقدّماتی را در قطر سپری کرد و بعد به انگلستان رفت و در آکادمی نظامی سلطنتی سندهرست مشغول تحصیل شد. شیخ حمد پس از آن به کشورش بازگشت و در سال ۱۹۷۱ با درجه سرهنگ دومی در نیروهای مسلح قطر به فعالیت پرداخت و فرماندهی گردان یک این کشور به وی واگذار شد.
در سال ۱۹۷۲ زمانی که پدرش خلیفه بن حمد آل ثانی، قدرت را در قطر به دست گرفت، وی نیز ترفیع مقام یافت و به عنوان فرمانده کل نیروهای مسلح قطر برگزیده شد.
حمد بن خلیفه آل ثانی در سال ۱۹۹۵، زمانی که پدرش در سوئیس به‌سر می‌برد، با یک کودتای بدون خونریزی قدرت را از پدرش گرفت و امیر قطر شد. وی پس از برکناری پدرش از قدرت، در یک نطق کوتاه تلویزیونی گفت: «از اتفاقی که افتاده خوشحال نیستم، اما کاری بود که باید انجام می‌شد و من آن را انجام دادم.»

## عملکرد و نقش سیاسی
در طول ۱۸ سال زمامداری شیخ حمد، قطر علاوه بر صدور نفت خام، به بزرگ‌ترین صادرکننده گاز مایع در جهان تبدیل شد و هم‌اکنون نیز دارای سرمایه‌گذاری‌های کلان در سراسر جهان است. وی به‌خاطر فعال بودنش در عرصه دیپلماسی شهرت زیادی کسب کرده، و بسیاری از رسانه‌ها به او لقب «هنری کیسینجر عرب» داده‌اند.
در دوران حکومت او اتفاقات سیاسی و رخدادهای ورزشی بسیاری در قطر شکل گرفتند که از جمله آنها می‌توان به بازی‌های آسیایی ۲۰۰۶ قطر، کنفرانس تغییر اقلیم ۲۰۱۲ سازمان ملل متحد، توافقنامه دوحه (۲۰۰۸) (بین گروهای رقیب لبنانی) و موافقت نامه بین گروه های فتح و حماس اشاره کرد. همچنین در دوران او، قطر موفق به کسب میزبانی جام جهانی فوتبال ۲۰۲۲ شد. او همچنین سازمان سرمایه‌گذاری قطر و شبکه رسانه‌ای الجزیره را بنیان نهاد. در حوزه هنر، شیخ حمد در سال ۲۰۰۵ سازمان موزه‌های قطر را تأسیس کرد که موزه هنر اسلامی دوحه را که توسط آی. ام. پی طراحی شده بود را ساخت. از زمان افتتاح این سازمان، قطر به بزرگترین خریدار هنر معاصر جهان تبدیل شد. تحت حمایت شیخ حمد و همسرش شیخه موزا بنت ناصر، مؤسسات دانشگاهی مختلفی از جمله دانشگاه کارنگی ملون، دانشگاه جورج تاون، دانشگاه نورث وسترن، دانشگاه تگزاس  و کالج پزشکی ویل کورنل و پردیس‌هایی در دوحه افتتاح شد.

## کناره گیری از قدرت
شیخ حمد، روز سه شنبه ۴ تیر ۱۳۹۲ (٢۵ ژوئن ۲۰۱۳)، در یک سخنرانی که از تلویزیون دولتی این کشور پخش شد، به نفع پسرش شیخ تمیم بن حمد، از مقامش کناره گرفت. وی در توضیح تصمیم خود گفت «زمان آن فرا رسیده است تا برگ جدیدی در سیر حرکت ملت ما ورق بخورد و نسل جدیدی با دیدگاه‌های مبتکرانه خود، عهده‌دار مسئولیت شود.»
در مورد کناره‌گیری او از قدرت نظرات مختلفی وجود دارد. برخی مشکلات جسمی را دلیل کناره‌گیری می‌دانند. گمانه دیگر در مورد دلیل تغییر حاکم قطر، انتشار نوار صوتی منتسب به وزیر خارجه وقت است که باعث خشم عربستان شد. در آن نوار مکالمه میان وزیر خارجه و معمر قذافی رهبر سابق لیبی، از "براندازی نرم" در عربستان سخن گفته می‌شد. شایع شده بود برای جلوگیری از تقابل بین عربستان و قطر، آرام و بی‌دردسر قدرت در قطر جابه‌جا شده است. ادعایی که به طور مستقل ثابت نشد.
پس از کناره گیری از قدرت، به طور رسمی از شیخ حمد با عنوان «امیر پدر» یاد می‌شود.

## خانواده
حمد بن خلیفه آل ثانی سه همسر و بیست و چهار فرزند (۱۱ پسر و ۱۳ دختر) دارد.
اولین ازدواجش با شیخه مریم بنت محمد آل‌ثانی دختر عمویش بود. شیخ حمد و همسر اولش دو پسر و شش دختر دارند:
- شیخ مشعل بن حمد آل‌ثانی (متولد ۱۹۷۲)
- شیخ فهد بن حمد آل‌ثانی
- شیخه عایشه بنت حمد آل‌ثانی
- شیخه فاطمه بنت حمد آل‌ثانی
- شیخه روضه بنت حمد آل‌ثانی
- شیخه سمیه بنت حمد آل‌ثانی
- شیخه مشاغل بنت حمد آل‌ثانی
- شیخه ساره بنت حمد آل‌ثانی

شیخ حمد در سال ۱۹۷۷ با همسر دومش، شیخه موزا بنت ناصر، ازدواج کرد که از او پنج پسر و دو دختر دارد:
- شیخ جاسم بن حمد آل‌ثانی (متولد ۱۹۷۸) - ولیعهد قطر تا سال ۲۰۰۳
- شیخ تمیم بن حمد آل‌ثانی (متولد ۱۹۸۰) - امیر کنونی قطر و ولیعهد قطر بین سالهای ۲۰۰۳ تا ۲۰۱۳
- شیخه میاسه بنت حمد آل‌ثانی (متولد ۱۹۸۳)
- شیخه هند بنت حمد آل‌ثانی (متولد ۱۹۸۴)
- شیخ جوعان بن حمد آل‌ثانی (متولد ۱۹۸۴)
- شیخ محمد بن حمد آل‌ثانی (متولد ۱۹۸۸)
- شیخ خلیفه بن حمد آل‌ثانی (متولد ۱۹۹۱)

سومین همسر شیخ حمد، شیخه نوره بنت خالد آل‌ثانی، دختر عموی دیگر اوست. او از همسر سومش چهار پسر و پنج دختر دارد:
- شیخ خالد بن حمد آل‌ثانی
- شیخ عبدالله بن حمد آل‌ثانی - ولیعهد امیر قطر از ۱۱ نوامبر ۲۰۱۴
- شیخ ثانی بن حمد آل‌ثانی
- شیخ قعقاع بن حمد آل‌ثانی
- شیخه لولوه بنت حمد آل‌ثانی
- شیخه مها بنت حمد آل‌ثانی
- شیخه دانه بنت حمد آل‌ثانی
- شیخه عنود بنت حمد آل‌ثانی
- شیخه مریم بنت حمد آل‌ثانی

## القاب و عناوین و افتخارات
- نشان افتخار شایستگی جمهوری فدرال آلمان
- لژیون دونور فرانسه
- مجله فارین پالیسی: رده سوم متفکر برتر جهانی - برای بهترین رهبری در خاورمیانه
- شوالیه صلیب بزرگ با نشان استقلال قطر
- شوالیه صلیب بزرگ با نشان شایستگی قطر
- نشان شایستگی جمهوری ایتالیا برای فعالیت‌های اجتماعی و بشردوستانه و انسانی
- عضویت و نشان طلایی شایستگی اتحادیه بین‌المللی فدراسیون‌های دو و میدانی
- نشان افتخار برای خدمات به جمهوری اتریش
- نشان سلطنتی ایزابلا کاتولیک پادشاهی اسپانیا
- نشان سنت مایکل و سنت جورج
- نشان رز سفید فنلاند
- نشان نیل پادشاهی مصر
- نشان گرمابه - نشان جوانمردی بریتانیا
- نشان ردیمر یونان
- نشان لاکاندولا فیلیپین برای شجاعت و خدمت به مردم
- نشان شیر هلندی پادشاهی هلند
- نشان فرمان بزرگ پادشاه تومیسلاو کرواسی
- نشان وِیژه قانون اساسی اندونزی
- نشان مبارک بزرگ و نشان ملی کویت
- محترم ترین نشان عمان
- نشان ملک عبدالعزیز عربستان
- نشان شاهزاده هنری پرتغال
- نشان لیاقت لبنان
- نشان ملی سرو لبنان
- نشان راجامیترابورن تایلند
- نشان پاکستان
- نشان عالی ترین تاج پادشاهی اندونزی
- نشان فرمان شیخ عیسی بن سلمان آل خلیفه
- نشان و مدال ملی بلغارستان
- نشان خوزه مارتی کوبا
- نشان حسین بن علی اردن
- نشان ستاره پادشاهی رومانی
- نشان شایستگی دوارته، سانچز و ملا جمهوری دومینیکن
- نشان ملی ساحل عاج
- نشان آزادی ونزوئلا بالاترین نشان افتخار ونزوئلا
- نشان ملی شیر سنگال
- نشان امید خوب و نشان شایستگی جمهوری آفریقای جنوبی
- نشان ۸ سپتامبر روز استقلال مقدونیه شمالی
- نشان فرانسیسکو دی میراندا ونزوئلا
- نشان ملی آلبانی
- نشان خورشید پرو
- نشان ملی شایستگی مالت

## سفر امیر به تهران
در تاریخ ۱۲ اردیبهشت ۱۳۸۵ شیخ حمد بن خلیفه آل ثانی، امیر قطر و محمود احمدی‌نژاد، پس از امضای چندین سند همکاری بین تهران و دوحه به پرسش‌های خبرنگاران پاسخ گفتند پس از نشست مطبوعاتی شیخ حمد گفت: برای تیم فوتبال جمهوری اسلامی ایران آرزوی موفقیت می‌کنم و آرزوی موفقیت برای منطقه‌ٔ «خلیج فارس عربی!» این سخن، پاسخ احمدی‌نژاد را به دنبال داشت. او  به امیر قطر متذکر شد: وقتی به مدرسه می‌رفتید، «خلیج فارس» می‌گفتند. امیر قطر به احمدی‌نژاد گفت: آن زمان اشتباه می‌کردند. دو روز بعد شبکه الجزایر با حمد بن جاسم وزیر خارجه قطر در مورد این سفر گفتگو داشت از جمله به موضوع نام خلیج فارس اشاره شد حمد بن جاسم گفت ایرانی ها می گویند خلیج فارس و برای این نام اسناد دارند ما می گوییم خلیج عربی ولی برایش سند نداریم.